# Олтхаймер
Олтхаймер (англ. Altheimer) — город, расположенный в округе Джефферсон (штат Арканзас, США) с населением в 1192 человека по статистическим данным переписи 2000 года.

## История
Населённый пункт Олтхаймер был основан в 1884 году бизнесменом немецко-еврейского происхождения Луисом Олтхаймером (Альтхаймером). Будущий эмигрант родился в 1850 году в Дармштадт-Эберштадте, в зрелом возрасте прочёл опубликованные истории известного немецкого авантюриста Фредерика Герштакера, повествующие в частности о богатых землях штата Арканзас, после чего эмигрировал в Соединённые Штаты и поселился в городе Пайн-Блафф (Арканзас).
Родственник Луиса Бен Олтхаймер выкупил 15 тысяч акров земли, на территории которой Олтхаймеры основали посёлок, впоследствии ставший городом в составе округа Джефферсон.

## География
По данным Бюро переписи населения США город Олтхаймер имеет общую площадь в 5,7 квадратных километров, водных ресурсов в черте населённого пункта не имеется.
Олтхаймер расположен на высоте 63 метра над уровнем моря.

## Демография
По данным переписи населения 2000 года, в Олтхаймере проживало 1192 человека, 295 семей, насчитывалось 394 домашних хозяйств и 475 жилых домов. Средняя плотность населения составляла около 212,9 человека на один квадратный километр. Расовый состав Олтхаймера по данным переписи распределился следующим образом: 10,74 % белых, 87,92 % — чёрных или афроамериканцев, 0,08 % — азиатов, 0,34 % — других народностей. Испаноговорящие составили 1,09 % от всех жителей города.
Из 394 домашних хозяйств в 35,8 % — воспитывали детей в возрасте до 18 лет, 42,1 % представляли собой совместно проживающие супружеские пары, в 29,4 % семей женщины проживали без мужей, 24,9 % не имели семей. 23,1 % от общего числа семей на момент переписи жили самостоятельно, при этом 12,2 % составили одинокие пожилые люди в возрасте 65 лет и старше. Средний размер домашнего хозяйства составил 3,03 человек, а средний размер семьи — 3,64 человек.
Население города по возрастному диапазону по данным переписи 2000 года распределилось следующим образом: 34,6 % — жители младше 18 лет, 9,6 % — между 18 и 24 годами, 25,0 % — от 25 до 44 лет, 18,0 % — от 45 до 64 лет и 12,8 % — в возрасте 65 лет и старше. Средний возраст жителей составил 32 года. На каждые 100 женщин в Олтхаймере приходилось 82,3 мужчин, при этом на каждые сто женщин 18 лет и старше приходилось 81,2 мужчин также старше 18 лет.
Средний доход на одно домашнее хозяйство в городе составил 17 872 доллара США, а средний доход на одну семью — 21 932 доллара. При этом мужчины имели средний доход в 29 375 долларов США в год против 21 250 долларов среднегодового дохода у женщин. Доход на душу населения в городе составил 9428 долларов в год. 37,5 % от всего числа семей в округе и 41,6 % от всей численности населения находилось на момент переписи населения за чертой бедности, при этом 52,1 % из них были моложе 18 лет и 41,7 % — в возрасте 65 лет и старше.

## Известные уроженцы и жители
- Джеймс Смит Макдоннел — инженер, один из основателей авиастроительной корпорации McDonnell Douglas.